# Teatro Don Bosco
Il cinema-teatro Don Bosco è un teatro di Borgo San Lorenzo.
Già nel 1936 all'interno dell'istituto dei salesiani fu aperto un piccolo teatro a pianta rettangolare con galleria capace di circa 200 posti. Nel 1942, su progetto dell'ingegner Giovanni Vai, la sala fu adeguata per ospitare proiezioni cinematografiche mediante la realizzazione della cabina di proiezione e l'eliminazione delle ultime file di poltroncine nella platea.
Dopo aver assunto varie denominazioni, fra cui anche quella di Teatro Don Orione, il teatro, anche dopo i lavori di restauro terminati all'inizio degli anni novanta, ha mantenuto un'intensa attività soprattutto nel campo degli spettacoli cinematografici.